# Lijst van voetbalinterlands Gibraltar - Slowakije
Deze lijst van voetbalinterlands is een overzicht van alle officiële voetbalwedstrijden tussen de nationale teams van Gibraltar en Slowakije. De landen speelden tot op heden een keer tegen elkaar: een vriendschappelijke wedstrijd op 19 november 2013 in Faro (Portugal). Deze wedstrijd was de eerste officiële interland van het Gibraltarees voetbalelftal.

## Wedstrijden
| № | Plaats | Datum            | Competitie        | Wedstrijd             | Uitslag |
| - | ------ | ---------------- | ----------------- | --------------------- | ------- |
| 1 | Faro   | 19 november 2013 | Vriendschappelijk | Gibraltar – Slowakije | 0 – 0   |

## Samenvatting
| Competitie        | Totaal gespeeld | Winst Gibraltar | Gelijk | Winst Slowakije | Doelsaldo Gibraltar – Slowakije |
| ----------------- | --------------- | --------------- | ------ | --------------- | ------------------------------- |
| Vriendschappelijk | 1               | 0               | 1      | 0               | 0 − 0                           |
| Totaal            | 1               | 0               | 1      | 0               | 0 − 0                           |

## Details

### Eerste ontmoeting
De eerste officiële ontmoeting tussen de nationale voetbalploegen van Gibraltar en Slowakije vond plaats op 19 november 2013. Het vriendschappelijke duel, bijgewoond door 350 toeschouwers, werd gespeeld in het Estádio Algarve in Faro, en stond onder leiding van scheidsrechter Hugo Miguel uit Portugal. Voor Gibraltar was de wedstrijd het eerste officiële duel ooit, nadat de ministaat op 24 mei 2013 als 54e land officieel was toegelaten als UEFA-lid. Bij Slowakije mochten vijf spelers voor het eerst opdraven in de nationale ploeg: Adam Zreľák (MFK Ružomberok), Branislav Niňaj (Slovan Bratislava), Martin Juhar (Slavia Praag), Tomáš Košický (Novara Calcio) en Lukáš Štetina (Dukla Praag).
| Vriendschappelijk (Faro, Portugal, 19 november 2013): |              | |
| Gibraltar | 0 – 0        | Slowakije |
| | goals        | |
| Neil Parsley | bondscoach   | Ján Kozák |
| Jordan Perez Scott Wiseman Roy Chipolina Danny Higginbotham Ryan Casciaro Joseph Chipolina Jeremy Lopez 46' Daniel Duarte 56' Liam Walker Robert Guilling 73' Adam Priestley 67' | opstellingen | Tomáš Košický Lukáš Štetina Kornel Saláta Pavol Farkaš Martin Juhar Stanislav Šesták Viktor Pečovský Karim Guédé 66' Erik Jendrišek 85' Jakub Sylvestr 66' David Depetris |
| Julian Bado 46' Kyle Casciaro 56' Jack Seargant 67' Al Greene 73' | wissels      | 66' František Kubík 66' Adam Zreľák 85' Branislav Niňaj |

GFA · A-internationals · Bondscoaches · Statistieken · Vrouwenelftal · Olympisch elftal · Gibraltar U19 · Gibraltar U17
2010 – 2019 ·
2020 − 2029
2013 ·
2014 ·
2015 ·
2016 ·
2017 ·
2018 ·
2019 ·
2020 ·
2021 ·
2022 ·
2023 ·
2024
Andorra ·
Armenië ·
België ·
Bosnië en Herzegovina ·
Bulgarije ·
Cyprus ·
Denemarken ·
Duitsland ·
Estland ·
Faeröer ·
Frankrijk ·
Georgië ·
Grenada ·
Griekenland ·
Ierland ·
Kosovo ·
Kroatië ·
Letland ·
Liechtenstein ·
Litouwen ·
Malta ·
Moldavië ·
Montenegro ·
Nederland ·
Noord-Macedonië ·
Noorwegen ·
Polen ·
Portugal ·
San Marino ·
Schotland ·
Slovenië ·
Slowakije ·
Turkije ·
Wales ·
Zwitserland
SFZ · A-internationals · Bondscoaches · Statistieken · Slowaaks vrouwenelftal · Olympisch elftal · Slowakije U21 · Slowakije U20 · Slowakije U19 · Slowakije U18 · Slowakije U17 · Slowakije U16
1939 – 1944 · 1992 – 1999 · 2000 – 2009 · 2010 – 2019 · 2020 − 2029
EK's: 2016 · 2020 · 2024
WK's: 2010
OS: 2000
1939 · 1940 · 1941 · 1942 · 1943 · 1944 · 1945–1991 · 1992 · 1993 · 1994 · 1995 · 1996 · 1997 · 1998 · 1999 · 2000 · 2001 · 2002 · 2003 · 2004 · 2005 · 2006 · 2007 · 2008 · 2009 · 2010 · 2011 · 2012 · 2013 · 2014 · 2015 · 2016 · 2017 · 2018 · 2019 · 2020 · 2021
Algerije · 
Andorra · 
Argentinië ·
Armenië · 
Australië · 
Azerbeidzjan · 
België · 
Bolivia · 
Bosnië en Herzegovina · 
Brazilië · 
Bulgarije · 
Chili · 
Colombia · 
Costa Rica · 
Cyprus · 
Denemarken · 
Duitsland · 
Egypte · 
Engeland · 
Estland · 
Faeröer · 
 Finland · 
Frankrijk · 
Georgië · 
Gibraltar · 
Griekenland · 
Guatemala · 
Hongarije · 
Ierland · 
IJsland · 
Iran · 
Israël · 
Italië · 
Japan · 
Joegoslavië · 
Jordanië · 
Kameroen · 
Kazachstan ·
Koeweit ·
Kroatië · 
Letland · 
Libanon ·
Liechtenstein · 
Litouwen ·
Luxemburg · 
Malta · 
Marokko · 
Mexico ·
Moldavië · 
Montenegro ·
Nederland · 
Nieuw-Zeeland · 
Noord-Ierland ·
Noord-Macedonië ·
Noorwegen ·
Oeganda · 
Oekraïne · 
Oezbekistan · 
Oostenrijk · 
Paraguay · 
Peru · 
Polen · 
Portugal · 
Roemenië · 
Rusland · 
San Marino · 
Saoedi-Arabië · 
Schotland · 
Servië en Montenegro ·
Slovenië · 
Spanje · 
Thailand · 
Tsjechië · 
Turkije · 
Verenigde Arabische Emiraten · 
Verenigde Staten · 
Wales · 
Wit-Rusland · 
Zuid-Korea · 
Zweden · 
Zwitserland
Engeland (2016) ·
Nieuw-Zeeland (2010) · 
Polen (2021) · 
Rusland (2016) · 
Spanje (2021) · 
Wales (2016) · 
Zweden (2021)